# Oceana Mahlmann
Oceana Mahlmann   (Wedel, 23 de gener de 1982), coneguda simplement com a Oceana, és una cantant alemanya. El seu estil musical s'emmarca en el soul, el reggae, el hip-hop i el funk.

## Discografia

### Àlbums
- My House (2012)
- Love Supply (2009)